# Kerínia-hegység
A Kerínia-hegység egy hosszú, keskeny hegylánc, amely megközelítőleg 160 kilométer hosszan fut végig Ciprus északi partvidékén. A hegység jellemzően mészkőből és márványból áll. Legmagasabb pontja a Kiparisszóvunosz (görögül Κυπαρισσόβουνος, törökül Selvili Tepe), amely 1024 méter magas. A hegység nyugati fele Pentadáktilosz (azaz „Öt ujj”) (görögül Πενταδάκτυλος, törökül Beşparmaklar) néven is ismert. E nevet időnként az egész hegységre kiterjesztve is használják.

## Fordítás
- Ez a szócikk részben vagy egészben  a   Kyrenia Mountains című angol Wikipédia-szócikk ezen változatának fordításán alapul.  Az eredeti cikk szerkesztőit annak laptörténete sorolja fel. Ez a jelzés csupán a megfogalmazás eredetét és a szerzői jogokat jelzi, nem szolgál a cikkben szereplő információk forrásmegjelöléseként.